# Cunninghamia

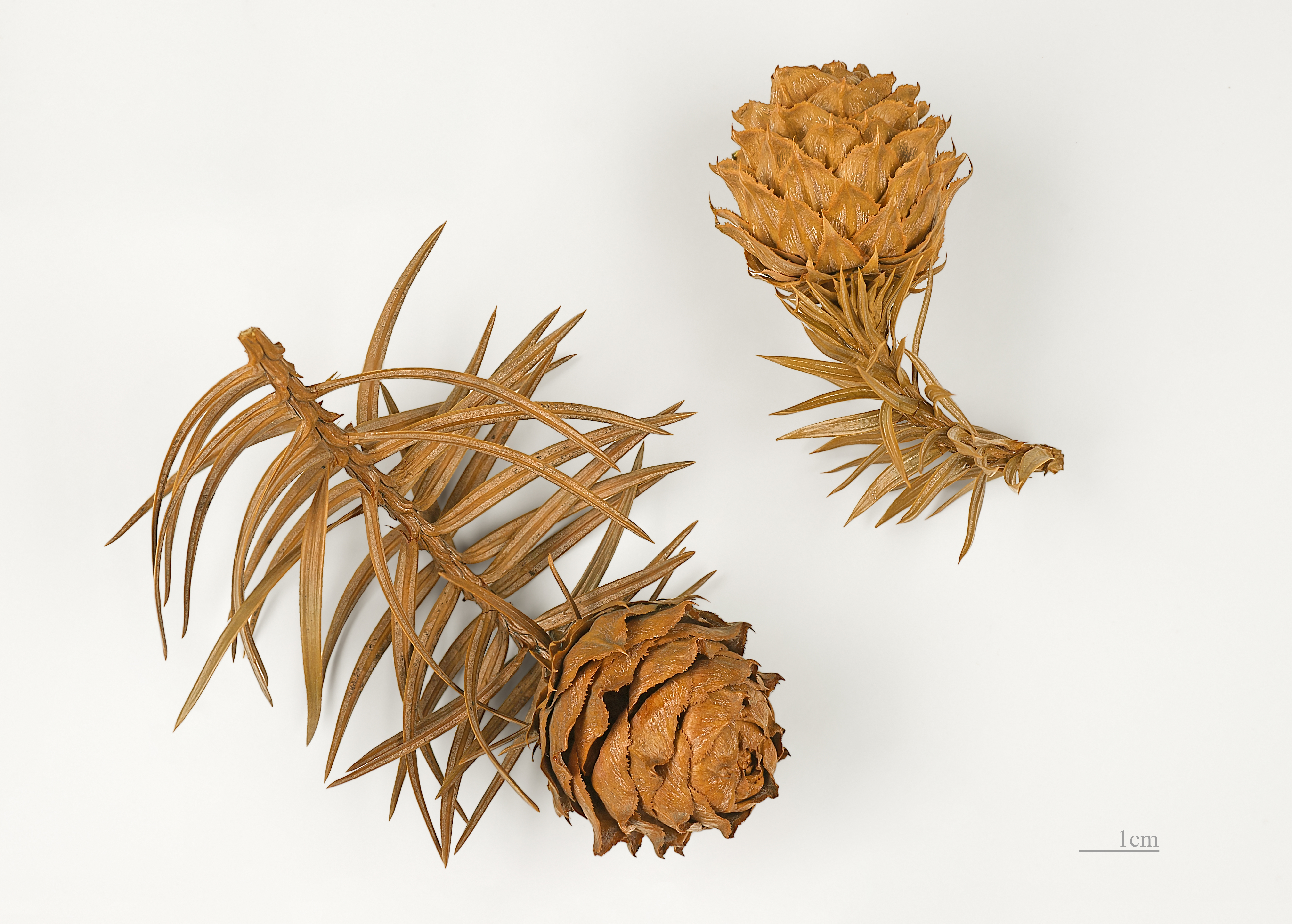
Cunninghamia lanceolata

Cunninghamia es un género de coníferas de la familia Cupressaceae (los cipreses). Son oriundos de China, Taiwán y Vietnam del Norte. Donde pueden llegar a alcanzar los 50-55 m de altura.

## Taxonomía
El género fue descrito por R.Br. ex A.Rich. y publicado en Commentatio botanica de Conifereis et Cycadeis 80: 149. 1826. La especie tipo es Cunninghamia sinensis R. Br. ex Rich. & A. Rich. = Cunninghamia lanceolata (Lamb.) Hook

## Especies
- Cunninghamia konishii Hayata (en peligro)
- Cunninghamia lanceolata (Lamb.) Hook